# セッテ・リオス駅
セッテ・リオス駅（ポルトガル語: Estação Ferroviária de Sete Rios）は、ポルトガルリスボンサン・ドミンゴス・デ・ベンフィカ地区にある鉄道駅。

## 乗り入れ路線
路線上はシントゥラ線とシントラ線の分岐駅である。2015年夏ダイヤ現在、平日昼間と通勤時間帯の主な運行路線及び発着頻度は次の通り
インターシティ
オリエンテ駅とエヴォラ間の列車（1日5本）ほか
 アザンブジャ線
アザンブジャとアルカンタラ＝テラ間の列車（1時間に2本）
 シントラ線
オリエンテ駅とシントラ間の列車（1時間に3本〜5本）
アルバーカとシントラ間の列車（通勤時間帯のみ1時間に2本）
 フェルタグス
運行会社はGrupo Barraqueiroでポルトガル鉄道ではないが、駅施設をInfraestruturas de Portugalから拝借している。
ローマ・アレエイロとセトゥーバル間の列車（1時間に1本）、ローマ・アレエイロとコイナ間の列車（1時間に2本）

## 沿革
1888年5月20日にシントゥラ線ベンフィカ-サンタ・アポローニャ開通と同時に駅開業。 1999年7月にはフェルタグスの運行が開始し停車駅となった。

## 駅構造

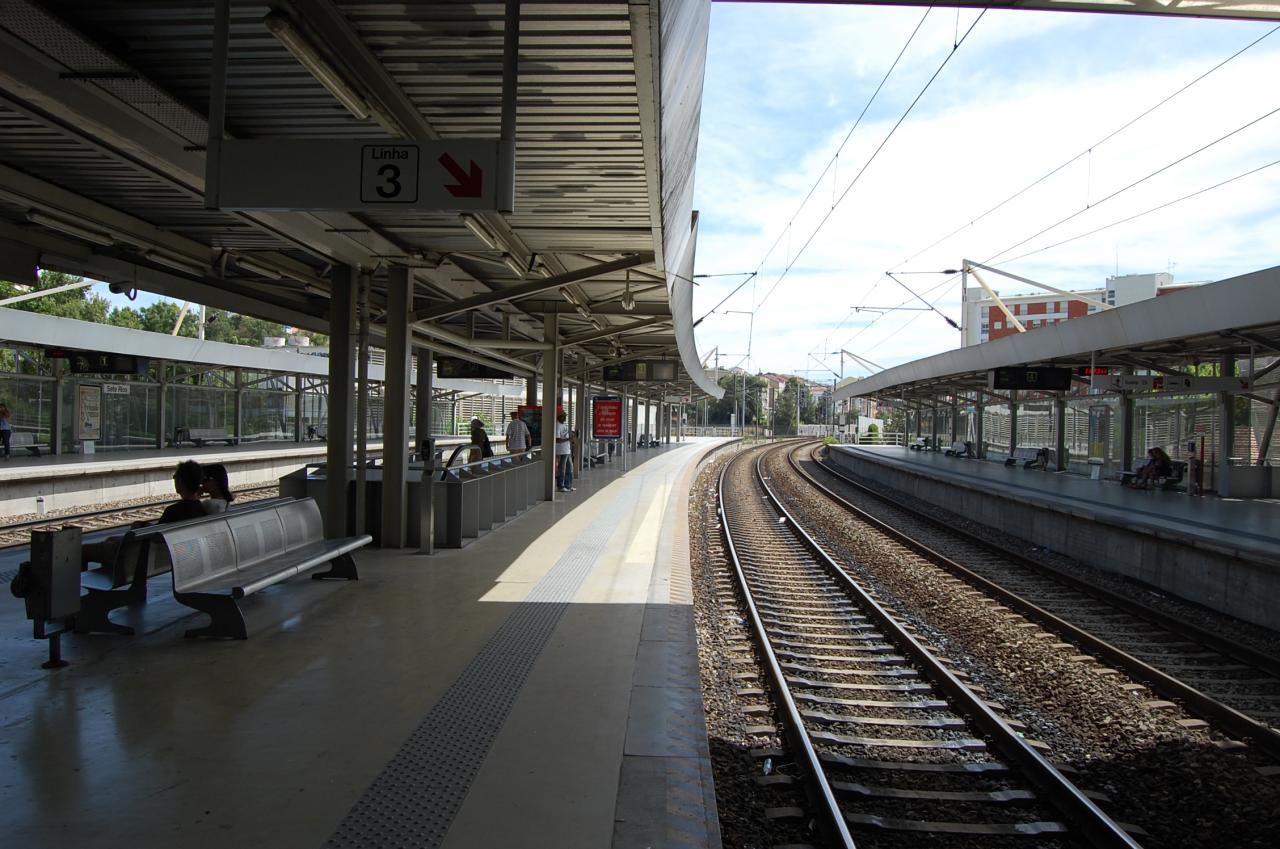
プラットホーム

相対式ホーム（それぞれ1・4番のりば）の間に島式ホーム1面（2・3番のりば）がある、3面4線を有する高架駅である。

## 駅周辺
- セッテ・リオス長距離バスターミナル（Estação rodoviária de Sete Rios）
- リスボンメトロ 青線 ジャルディン・ズロジコ駅
- リスボン日本語補習授業校
- リスボン動物園（ポルトガル語版）
- モンサント森林公園（英語版）
- コリンシア・リスボン（Corinthia Lisbon） - 5つ星ホテル
- アムネスティ・インターナショナル庭園（Jardim da Amnistia Internacional）

## 隣の駅
ポルトガル鉄道
インテルシダーデ
プラガル駅 - セッテ・リオス駅 - エントレカンポス駅
インターレギオナル、CPレギオナル
アグアルヴァ＝カセーン駅 - セッテ・リオス駅 - エントレカンポス駅
 アザンブジャ線
エントレカンポス駅 - セッテ・リオス駅 - カンポリデ駅
 シントラ線
エントレカンポス駅 - セッテ・リオス駅 - ベンフィカ駅
Grupo Barraqueiro
 フェルタグス
エントレカンポス駅 - セッテ・リオス駅 - カンポリデ駅